# Шанин, Григорий Иванович
Григорий Иванович Шанин (12 января 1902, дер. Горка, Весьегонский уезд, Тверская губерния — 3 марта 1984, Москва) — советский военачальник, генерал-лейтенант (3 мая 1955).

## Начальная биография
Григорий Иванович Шанин родился 12 января 1902 года в деревне Горка Перемутской волости Весьегонского уезда Тверской губернии.

## Военная служба

### Гражданская война
15 октября 1919 года призван в РККА и направлен на учёбу на 1-е советские Московские пехотные командные курсы, после окончания которых в апреле 1920 года назначен на должность командира взвода в составе 3-й рабочей роты лагеря военнопленных при штабе Северо-Кавказского фронта, а в июле того же года — на должность командира этой роты, однако в августе заболел тифом, после чего лечился в госпитале.
После излечения Г. И. Шанин направлен в 49-й запасной полк (6-я запасная бригада), в составе которого служил командиром взвода и помощником командира роты. В феврале 1921 года переведён в 62-ю стрелковую бригаду (21-я Пермская стрелковая дивизия), в составе которой назначен на должность командира взвода в составе 184-го стрелкового полка, а в апреле — в 185-й стрелковый полк, в составе которого служил командиром взвода и помощником адъютанта штаба полка по оперативной части и принимал участие в боевых действиях против бандформирований на территории Горного Алтая и Монголии.

### Межвоенное время
По окончании Гражданской войны Г. И. Шанин служил в 63-м стрелковом полку (21-я Пермская стрелковая дивизия) на должностях командира взвода, заведующего химической обороной полка, помощника начальника штаба полка и младшего помощника начальника оперативной части штаба дивизии. В марте 1926 года сдал экстерном экзамен за курс нормальной пехотной школы при Омской пехотной школе, после чего назначен помощником командира батальона в составе 62-го стрелкового полка (21-я Пермская стрелковая дивизия).
В сентябре 1926 года Г. И. Шанин направлен на учёбу на факультет снабжения Военной академии имени М. В. Фрунзе, после окончания которого в июне 1929 года направлен в штаб 16-го стрелкового корпуса, в котором служил начальником отделения по устройству тыла и начальником этапно-транспортной службы. В январе 1931 года переведён в штаб Белорусского военного округа и назначен на должность помощника начальника 5-го сектора 1-го отдела, а в феврале 1934 года — на должность начальника 5-го отдела штаба округа.
С января 1935 года служил начальником 5-го отдела штаба ОКДВА. 5 июля 1938 года Г. И. Шанин был арестован органами НКВД и уволен из рядов армии по ст. 44, п. «в», после чего находился под следствием, однако 7 декабря 1939 года освобождён из-под ареста в связи с прекращением дела. В феврале 1940 года восстановлен в кадрах РККА и назначен заместителем начальника штаба 2-й Краснознамённой армии, а с 29 июня того же года исполнял должность заместителя начальника штаба Дальневосточного фронта по тылу.

### Великая Отечественная война
С началом войны полковник Г. И. Шанин находился на прежней должности.
С августа 1941 года служил заместителем начальника штаба Дальневосточного фронта по организационно-мобилизационным вопросам, а в марте 1942 года — помощником командующего войсками фронта по формированию и запасным частям.
20 июля 1943 года полковник Г. И. Шанин назначен на должность командира 264-й стрелковой дивизии (35-я армия, Дальневосточный фронт), формировавшейся в районе города Бикин (Хабаровский край), а 22 сентября того же года — на должность командира 40-й стрелковой дивизии, а 25 мая 1944 года — на должность начальника штаба управления 25-й армии, находясь на которой, отвечал за строительство дорог, усиление укреплённых районов для предстоящих наступательных действий, изучение опыта Великой Отечественной войны и его внедрение в боевую подготовку войск.
В июне 1945 года генерал-майор Г. И. Шанин назначен заместителем начальника штаба 25-й армии и в ходе Харбино-Гиринской наступательной операции (Советско-японская война) руководил Южной оперативной группой войск этой армии. В конце августа 25-я армия была дислоцирована в районе Пхеньяна (Северная Корея).

### Послевоенная карьера
После окончания войны генерал-майор Г. И. Шанин продолжал служить в 25-й армии на территории Северной Кореи. В период с 15 января по 5 февраля 1946 года находился в Сеуле, будучи членом советской делегации на совещании представителей советского и американского командований для решения неотложных экономических и административных вопросов по Северной и Южной Корее. В апреле 1946 года назначен начальником штаба 25-й армии (Приморский военный округ), а 10 апреля 1948 года — начальником штаба — первым заместителем командующего этой же армией.
В мае 1949 года направлен на учёбу на Высшие академические курсы при Высшей военной академии имени К. Е. Ворошилова, после окончания которых в мае 1950 года назначен на должность начальника штаба — 1-го заместителя командующего 4-й армией (Закавказский военный округ), в декабре 1953 года — на ту же должность в 8-й гвардейской армии (Группа советских войск в Германии), в январе 1957 года — на должность начальника штаба Сибирского военного округа, а в сентябре 1960 года — на должность старшего преподавателя кафедры оперативного искусства Военной академии Генерального штаба.
Генерал-лейтенант Григорий Иванович Шанин 25 января 1962 года вышел в отставку. Умер 3 марта 1984 года Москве. Похоронен на Кунцевском кладбище.

## Воинские звания
- Генерал-майор (3 июня 1944 года);
- Генерал-лейтенант (3 мая 1955 года).

## Награды
- Орден Ленина;
- Три ордена Красного Знамени;
- Медали.